# Manjakollai
Manjakollai es una ciudad censal situada en el distrito de Nagapattinam en el estado de Tamil Nadu (India). Su población es de 5040 habitantes (2011). Se encuentra a 2 km de Nagapattinam y a 83 km de Thanjavur.

## Demografía
Según el censo de 2011 la población de Manjakollai era de 5040 habitantes, de los cuales 2467 eran hombres y 2573 eran mujeres. Manjakollai tiene una tasa media de alfabetización del 90,41%, superior a la media estatal del 80,09%: la alfabetización masculina es del 94,23%, y la alfabetización femenina del 86,74%.